# Maxine Kumin
Maxine Kumin, född 6 juni 1925 i Philadelphia, Pennsylvania, död 6 februari 2014 i Warner, New Hampshire, var en amerikansk författare mest känd som poet men som även skrev essäer, romaner, barnböcker och memoarer. Hon tilldelades Pulitzerpriset i poesi 1973 för diktsamlingen Up Country.
Kumin var USA:s officiella poet (Poet Laureate) 1981–1982. Kumin var formellt ännu consultant in poetry (kongressbibliotekets poesikonsult), medan titeln poet laureate som ofta används om USA:s officiella poeter även före 1985, togs officiellt i bruk först 1985.

### Poesi
- Where I Live: New & Selected Poems 1990-2010. W. W. Norton. 12 april 2010. ISBN 978-0-393-07649-3. http://books.google.com/books?id=BrYQcn6PDKUC
- Still to Mow: Poems. W. W. Norton. 2 februari 2009. ISBN 978-0-393-34773-9. http://books.google.com/books?id=94pm0Jemze0C&pg=PT68
- Jack and Other New Poems, W.W. Norton, 2005, ISBN 9780393059564
- Bringing Together: Uncollected Early Poems 1958–1988, W.W. Norton, 2003, ISBN 9780393326376
- The Long Marriage: Poems. W. W. Norton. 17 maj 2003. ISBN 978-0-393-34799-9. http://books.google.com/books?id=E542Gb73htEC&pg=PT71
- Selected Poems 1960–1990, W.W. Norton, 1997, ISBN 9780393318364
- Connecting the Dots, W.W. Norton, 1996, ISBN 9780393316957
- Looking for Luck, W.W. Norton, 1992, ISBN 9780393309478
- Nurture, Viking/Penguin 1989, ISBN 9780670824380
- The Long Approach, Viking/Penguin, 1985–6, ISBN 9780670804290
- Our Ground Time Here Will Be Brief, New and Selected Poems, Viking/Penguin 1982, ISBN 9780140422986
- The Retrieval System, Viking/Penguin, 1978, ISBN 9780670595761
- House, Bridge, Fountain, Gate, Viking/Penguin, 1975, ISBN 9780670379965
- Up Country, Harper & Row, 1972
- The Nightmare Factory, Harper & Row, 1970
- The Privilege, Harper & Row, 1965
- Halfway, Holt, Rinehart & Winston, 1961

### Romaner
- Quit Monks or Die, Story Line Press, 1999, ISBN 9781885266774
- The Designated Heir, Viking, 1974
- The Abduction, Harper & Row, 1971
- The Passions of Uxport, Harper & Row, 1968
- Through Dooms of Love, Harper & Row, 1965

### Essäer och noveller
- Why Can't We Live Together Like Civilized Human Beings? Viking  1982
- Always Beginning: Essays on a Life in Poetry, Copper Canyon Press, 2000, ISBN 9781556591419
- Inside the Halo and Beyond: The Anatomy of a Recovery. W. W. Norton. 17 november 2001. ISBN 978-0-393-32261-3. http://books.google.com/books?id=ZSfIxMVH5bIC&pg=PA207
- Women, Animals, and Vegetables: Essays and Stories, Norton, 1994
- In Deep: Country Essays, Viking 1987, ISBN 9780670814312
- To Make a Prairie: Essays on Poets, Poetry and Country Living, University of Michigan Press, 1980
- The Roots of Things: Essays. Northwestern University Press. 30 mars 2010. ISBN 978-0-8101-2648-0. http://books.google.com/books?id=-7CqJcoYcEUC

### Barnböcker
- 1961 Follow the Fall (med illustrationer av Artur Marokvia)
- 1961 Spring Things (med illustrationer av Artur Marokvia)
- 1961 Summer Story (med illustrationer av Artur Marokvia)
- 1961 A Winter Friend (med illustrationer av Artur Marokvia)
- 1962 Mittens in May (med illustrationer av Elliott Gilbert)
- 1964 Sebastian and the Dragon (med illustrationer av William D. Hayes)
- 1964 Speedy Digs Downside Up (med illustrationer av Ezra Jack Keats)
- 1967 Faraway Farm (med illustrationer av Kurt Werth)
- 1969 When Grandmother Was Young (med illustrationer av Don Almquist)
- 1971 When Great-Grandmother Was Young (med illustrationer av Don Almquist)
- 1984 The Microscope (med illustrationer av Arnold Lobel), Harper & Row, 1984, ISBN 9780060235239
- 2006 Mites to Mastodons (med illustrationer av Pam Zagarenski)
- What Color Is Caesar?. Candlewick Press. 2010. ISBN 978-0-7636-3432-2. http://books.google.com/books?id=O6WMUwwWQwMC
- Oh, Harry!. Roaring Brook Press. 21 juni 2011. ISBN 978-1-59643-439-4. http://books.google.com/books?id=SJCGNmtF1qsC
- 2014 Lizzie!. Seven Stories Press. 2014. ISBN 9781609805180

tillsammans med Anne Sexton
- 1963 Eggs of Things (med illustrationer av Leonard Shortall)
- 1964 More Eggs of Things (med illustrationer av Leonard Shortall)
- 1974 Joey and the Birthday Present (med illustrationer av Evaline Ness)
- 1975 The Wizard's Tears (med illustrationer av Evaline Ness)